# Životinjski jezik
Iako se termin "životinjski jezik" koristi, gotovo se svi istraživači slažu da životinjski jezici nisu tako složeni i izražajni kao ljudski jezici.
Neki smatraju da postoji značajna razlika između ljudske i životinjske komunikacije, te da nema ništa zajedničkoga.
Neki misle da su životinjski jezici međusobno povezani.

## Vanjske poveznice
- Projekt "Životinjska komunikacija"